# 熊廷揚
熊廷揚為中國清朝武官官員，本籍浙江。熊廷揚於1820年（嘉慶25年）奉旨接替蕭得華，於台灣地區擔任澎湖水師協副將。而隸屬台灣鎮之下的此官職職等為正二品，是台灣清治時期的這階段，扼守台灣海峽的重要武將，並統帥兩標水營，數千名水師兵勇。
| 前任： 蕭得華 | 澎湖水師協副將 1820年上任 | 繼任： 陳化成 |